# Neottia nepalensis
Neottia nepalensis là một loài thực vật có hoa trong họ Lan. Loài này được (N.P.Balakr.) Szlach. mô tả khoa học đầu tiên năm 1995.